# Riikka Pulkkinen
Riikka Pulkkinen (* 8. července 1980, Tampere) je finská spisovatelka.

## Život a dílo
Narodila se v Tampere, avšak vyrůstala v Oulu, kde také původně započala svoje univerzitní studium. Literární vědu a filozofii vystudovala ale až na univerzitě v Helsinkách. Její literární prvotinou byl román Raja, který byl vydán v roce 2006.

### České překlady
- Zapomenuté šaty (orig. 'Totta', 2010)[6]. 1. vyd. Praha: Motto, 2013. 318 S. Překlad: Vladimír Piskoř